# Mak Hee Chun
Mak Hee Chun (* 28. Dezember 1990) ist ein malaysischer Badmintonspieler.

## Karriere
Mak Hee Chun gewann 2008 die Junioren-Badmintonasienmeisterschaft im Herrendoppel mit Teo Kok Siang und im gleichen Jahr auch die Juniorenweltmeisterschaft. Beim Copenhagen Masters 2008 wurden beide Dritte. 2010 wurde er mit neuem Partner Tan Wee Kiong Fünfter bei der Asienmeisterschaft ebenso wie bei der Denmark Super Series 2010 und der Japan Super Series 2010.

## Sportliche Erfolge
| Saison | Veranstaltung               | Disziplin    | Platz | Name                               |
| ------ | --------------------------- | ------------ | ----- | ---------------------------------- |
| 2006   | Junioren-Weltmeisterschaft  | Herrendoppel | 3     | Mak Hee Chun / Lim Khim Wah        |
| 2008   | Junioren-Asienmeisterschaft | Herrendoppel | 1     | Mak Hee Chun / Teo Kok Siang       |
| 2008   | Junioren-Weltmeisterschaft  | Herrendoppel | 1     | Mak Hee Chun / Teo Kok Siang       |
| 2008   | Junioren-Weltmeisterschaft  | Mixed        | 3     | Mak Hee Chun / Vivian Kah Moon Hoo |
| 2008   | Copenhagen Masters          | Herrendoppel | 3     | Mak Hee Chun / Teo Kok Siang       |
| 2010   | Asienmeisterschaft          | Herrendoppel | 5     | Tan Wee Kiong / Mak Hee Chun       |
| 2010   | Denmark Super Series        | Herrendoppel | 5     | Tan Wee Kiong / Mak Hee Chun       |
| 2010   | Japan Super Series          | Herrendoppel | 5     | Tan Wee Kiong / Mak Hee Chun       |
| 2010   | Asienspiele                 | Herrendoppel | 17    | Tan Wee Kiong / Mak Hee Chun       |